# Олаф Ґульбранссон
Олаф Леонгард Ґульбранссон (26 травня 1873, Осло — 18 вересня 1958, Теґернзее, Німеччина) — норвезький художник, живописець і дизайнер. Найбільш відомий своїми карикатурами та книжковими ілюстраціями.

## Біографія
У 1885-93 роках навчався в Норвезькій національній академії ремесел і художнього промислу в Христианії (нині Осло), Норвегія. З 1890 року працював у багатьох норвезьких журналах, включаючи Tyrihans, Pluk, Paletten, Fluesoppen, Sfinx та Trangviksposten (1899—1901). У 1900 році навчався в Академії Колароссі в Парижі. У 1902 році переїхав до Німеччини, щоб працювати для сатиричного журналу Simplicissimus у Мюнхені після того, як редактор журналу Альберт Лянґен, поспілкувавшись із письменником Бьорнстєрне Бьорнсоном, який шукав норвезьких талантів, запросив Ґульбранссона до редакції. Через постійні публікації в журналі популярність Ґульбранссона зростала, і хоча він постійно проживав у Німеччині між 1923 і 1927 роками, він також малював для Tidens tegn в Осло.

Карикатура Олафа Ґульбранссона 1909 року: "Маневри: імператор Вільгельм II пояснює позиції ворога принцу Людвігу Баварському "

У 1929 році Ґульбранссон став професором Академії образотворчих мистецтв у Мюнхені. У 1933 році художня академія в Берліні влаштувала спеціальну виставку на честь 60-річчя Ґульбранссона, яку нацистська партія закрила вже за два дні.
Редактори Simplicissimus Франц Шьонбернер і Томас Теодор Гайне стверджували, що Ґульбранссон активно співпрацював з нацистами від 1933 року, і ця співпраця була різко розкритикована письменником Клаусом Манном. Під час Другої світової війни, після того як його рідна країна була окупована німцями, він малював карикатури на союзників, зокрема на Вінстона Черчілля. У 1941 році став почесним членом Товариства берлінських художників, а в 1942 році — Віденської академії мистецтв. З нагоди 70-річчя в 1943 році він був нагороджений медаллю Гете за мистецтво і науку і став почесним професором Академії образотворчих мистецтв у Мюнхені.
Ґульбранссон ілюстрував багато книжок, у тому числі книжки для дітей Det var engang (Якось одного разу), яка була опублікована одночасно в Норвегії та Німеччині в 1934 році, і Und so weiter (І так далі), яка була опублікована в Німеччині в 1954 році.
Ґульбранссон був одружений тричі. У 1906 році у його шлюбі з Гретою Єлі народився син Олаф Андреас Ґульбранссон, який став відомим церковним архітектором. Його третій шлюб був з племінницею Б'єрнстьєрне Б'єрнсона, Даґні Б'єрнсон.
Ґульбранссон також дав своє ім'я премії Олафа Ґульбранссона, яку виграли карикатуристи, такі як Фолькер Кріґель і Міхаель Сова . У 2004 році художники Ларс Фіске і Штеффен Квернелянд опублікували книгу Олаф Ґ., ретроспективний комікс про Олафа Ґульбранссона.

## Пов'язане читання
- Simplicissimus : Eine Auswahl der Jahrgänge 1896—1914. Річард Кріст, Rütten & Loening (НДР) 1978 (нім.)